# Combinată alpină
Combinata alpină este un eveniment în competițiile de schi alpin. O competiție de combinată tradițională constă dintr-o rundă de coborâre și două probe de slalom, fiecare disciplină rulând în zile separate. Câștigătorul este schiorul cu cel mai rapid timp total (până în anii 1990, se folosea un sistem complicat de puncte pentru a determina locurile în proba combinată). O versiune modificată, super combinata, este o cursă de viteză (în coborâre sau super-G) și o singură cursă de slalom, cu ambele probe programate în aceeași zi.

## Istoric
Combinata a fost introdusă în Cupa mondială de schi începând cu sezonul 1974/1975, deși era deja prezent la primele Campionate mondiale de schi alpin (1931) și la Jocurile Olimpice de iarnă din 1936. Deja în 1936, era considerat valabil și pentru titlu. În trecut, timpii celor două curse erau transformați în scoruri echivalente, soluție care a fost apoi abandonată în favoarea unei adunări mai ușoare și mai ușor de înțeles a timpilor. În ciuda faptului că a fost ignorată de marii schiori, printre alții Alberto Tomba și Ingemar Stenmark, multe Cupe Mondiale de schi alpin au fost decise datorită punctelor obținute la această disciplină. Se desfășurau două sau trei pe parcursul unui sezon, ajungând la maximum patru.